# Асси, Адольф
Адольф Альфонс Асси (фр. Adolphe Alphonse Assi; 28 апреля 1841 — 8 февраля 1886) — французский коммунист.

## Биография
Родился в 1841 году, рано примкнул к интернациональному обществу. В 1868 году устроил в Ле-Крезо, где он служил механиком, стачку рабочих, для подавления которой потребовалось неоднократное вмешательство вооружённой силы. Проявил себя как талантливый агитатор Первого Интернационала и сторонник Бакунина. В начале 1870 года пытался реорганизовать заводскую кассу пособий, которой до тех пор распоряжалась администрация завода по своему усмотрению. В ответ администрация уволила Асси, что вызвало громкую забастовку.
Играл выдающуюся роль в действиях Коммуны : 18 марта 1871 года он был президентом Центрального Комитета, прервал начатые мэрами столицы и адмиралом Ж.-М. Сессэ переговоры и 26 марта избран членом Парижской коммуны от 11-го избирательного округа (Попенкур). Во время осады Парижа прусскими войсками был членом ЦК национальной гвардии, а затем одним из наиболее популярных командиров коммунаров.
Для своей партии он казался ещё слишком умеренным, поэтому навлёк на себя подозрение своих радикальных товарищей и был заключен в тюрьму. Вскоре после допроса был отпущен, однако с тех пор занимал только низшие должности. По вступлении в Париж Версальской армии он был взят в плен и в 1872 году сослан на Новую Каледонию, откуда возвратился во Францию только в силу амнистии 1880 года.